# Museo archeologico nazionale di Fratta Polesine
Il Museo archeologico nazionale di Fratta Polesine è un museo statale, inaugurato il 21 febbraio 2009. Sorge all'interno della barchessa settentrionale del complesso palladiano di Villa Badoer e costituisce l'esito di più di 40 anni di ricerche archeologiche nel territorio polesano, in particolare per quanto riguarda la tarda Età del bronzo. I reperti esposti, tra i più notevoli certamente in ambito europeo, si riferiscono ai villaggi che sorsero presso l'antico fiume Po durante l’età del Bronzo finale, tra il XII e il X secolo a.C.: il corpus di manufatti più consistente riconduce al villaggio di Frattesina e alle necropoli ad essa associate, scoperte in località Narde e Fondo Zanotto a Fratta Polesine.
Dal dicembre 2014 il Ministero per i beni e le attività culturali lo gestisce tramite il Polo museale del Veneto, nel dicembre 2019 divenuto Direzione regionale Musei.

## Il percorso museale

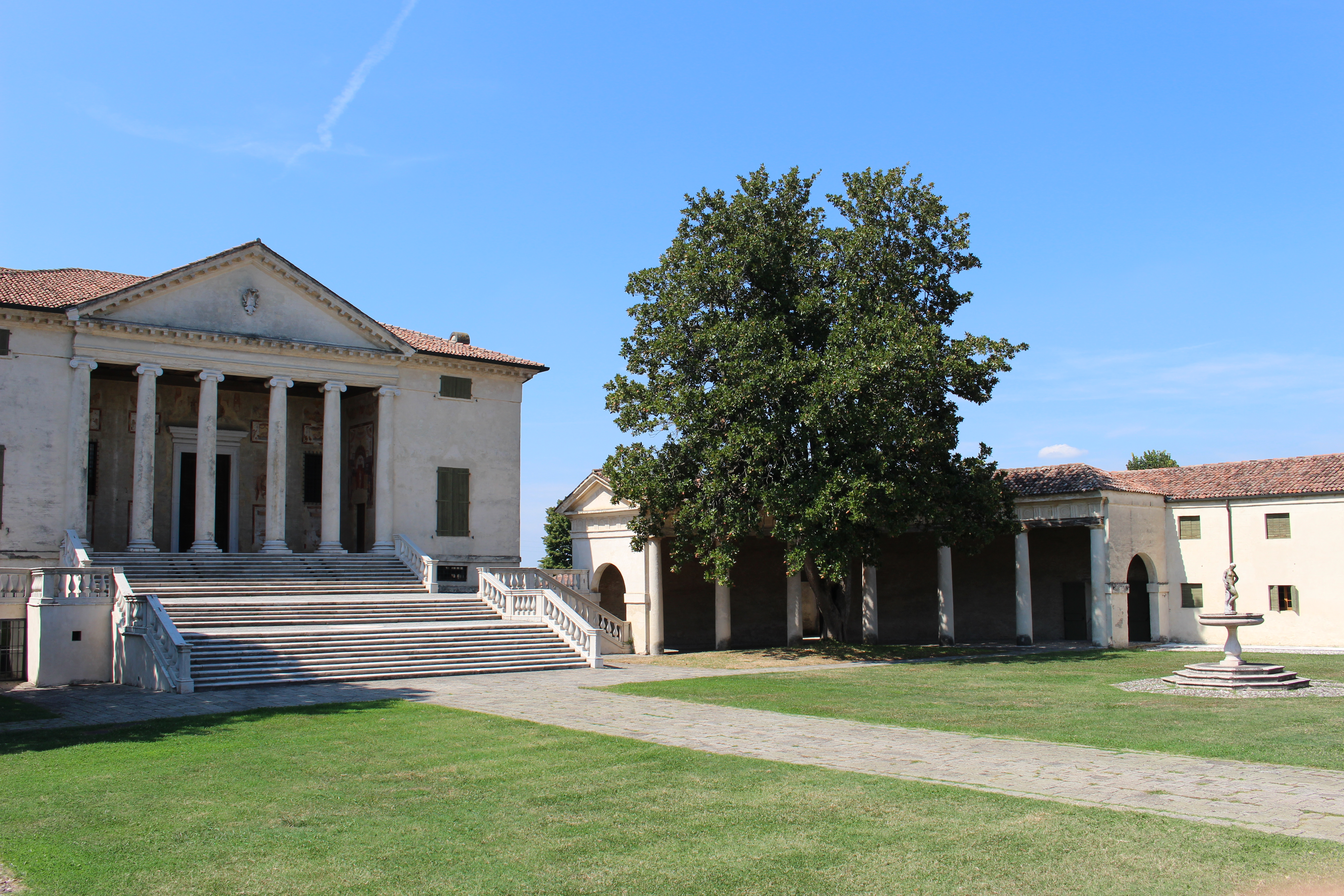
Il complesso di Villa Badoer a Fratta Polesine. Sulla destra la barchessa settentrionale sede del Museo Archeologico Nazionale.

### Piano terra

#### L’abitato di Frattesina
Il percorso museale si snoda in diverse sezioni, aprendosi (sale I e II) con un approfondimento degli insediamenti lungo l'antico ramo del Po nell'età del Bronzo recente (Larda di Gavello e Castelnovo Bariano) e nell'età del Bronzo finale (Mariconda di Melara e Villamarzana), quindi mostrando alcuni dei principali siti dell’età del Bronzo finale del Veneto (Montagnana, Treviso, Gazzo Veronese, Veronella, Garda). La sezione si conclude con l’analisi dell'ambiente come doveva presentarsi all'epoca e la fauna che lo popolava.

#### La vita quotidiana
Restando al piano terra, la sala III offre al visitatore una panoramica sulla vita e sulle attività artigianali e di sussistenza che gli abitanti di Frattesina svolgevano quotidianamente durante la tarda età del bronzo. Vengono descritte le principali attività legate alla preparazione e cottura dei cibi (forni, olle ed ollette), la filatura (fuseruole e rocchetti in ceramica), la tessitura (pesi da telaio), il gioco e il culto con alcuni materiali specifici rinvenuti nell’insediamento di Frattesina (un disco solare in lamina d’oro, figurine fittili antropomorfe e zoomorfe). Diversi sono inoltre gli oggetti che testimoniano le attività di sussistenza quali agricoltura, caccia e pesca.

#### Le attività artigianali
Notevole risulta la fattura dei manufatti riconducibili alle attività artigianali, così numerosi, da indurre a pensare ad una produzione non solo destinata al normale fabbisogno interno della comunità, ma destinata anche all'esportazione, a raggio medio ed ampio, sicuramente facilitata dalla presenza dell’antico ramo del fiume Po.
Sono state attestate le lavorazioni specializzate dei metalli (bronzo, piombo ed oro), dell'argilla, del vetro (senza confronti nel panorama europeo in questa fase), dell'osso animale e del palco di cervo. Il rinvenimento di alcune materie prime di chiara provenienza esotica (frammenti di uova di struzzo, blocchetti non lavorati di avorio e Ambra (resina) suggerisce che l'importazione di tali supporti era finalizzata alla loro trasformazione in manufatti di pregio destinati, in parte,  ad essere immessi nuovamente sul mercato lungo le già frequentate rotte commerciali.

#### Il "Tesoretto"
Un posto speciale spetta al cosiddetto "Tesoretto", un ripostiglio scoperto all’interno dell'abitato di Frattesina. Esso è formato da diversi elementi distintivi e preziosi quali pettini in avorio, perline di vetro, uovo di struzzo e ambra, vari ornamenti bronzei contenuti, presumibilmente in un recipiente bronzeo del quale sono stati rinvenuti alcuni lacerti in fase di scavo.

### Primo piano

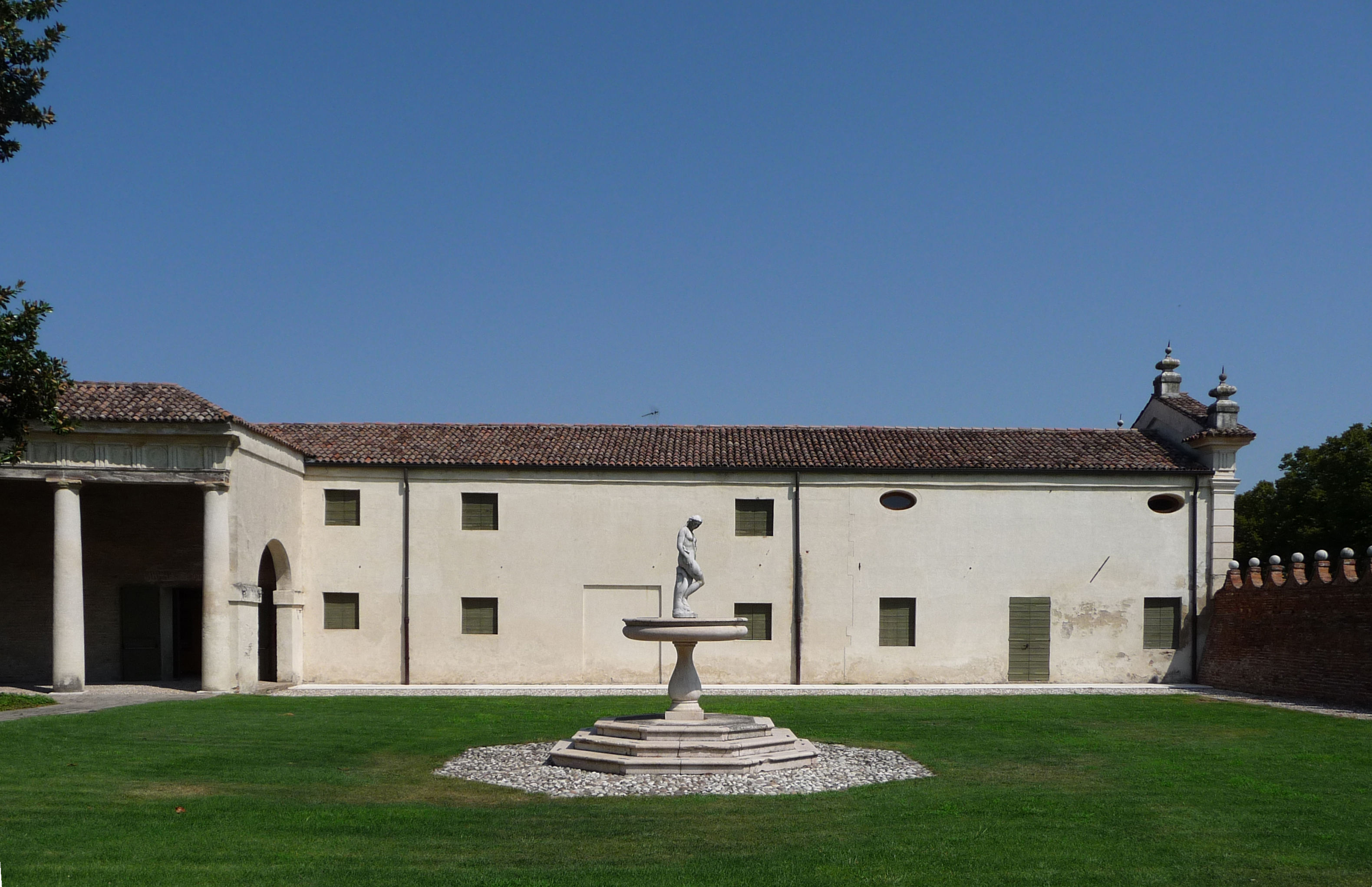
Lato sinistro della barchessa che ospita il museo (l'ingresso è sul lato opposto)

#### Le necropoli di Frattesina
Il primo piano del Museo Archeologico Nazionale di Fratta Polesine (sala IV) è interamente dedicato alle necropoli rinvenute in località Fondo Zanotto, e in località Narde (sulla sponda opposta del fiume), ciascuna a poche centinaia di metri di distanza dall'abitato antico. Il rituale funerario prevalentemente riscontrato è la cremazione, anche se sono presenti rari esempi di deposizione in fossa. Il corredo del defunto è composto tipicamente da un'urna biconica contenente le ceneri e le ossa ed oggetti di ornamento o strumenti in varie modalità.
Tra tutte le sepolture, quasi un migliaio quelle rinvenute, alcune decine quelle esposte, spiccano due tombe maschili, certamente riferibili ad individui con un importante ruolo sociale, poiché presentano all'interno del corredo una spada in bronzo, ridotta in frammenti volontariamente al fine di una completa defunzionalizzazione, generalmente non presente nei corredi coevi dell'Italia settentrionale: una di esse presenta i ribattini dell’impugnatura realizzati in oro, configurandosi come un oggetto di eccezionale valore e fattura. L’esposizione si conclude con una ricostruzione, realizzata nel 2013, di un contesto funerario in fase di scavo, composto da un tumulo, rappresentato in sezione e da due sepolture ad inumazione provenienti dalle necropoli.
L'installazione è integrata da un video in computer graphic che descrive le fasi principali del rito funerario a Frattesina, in particolare nella necropoli di Narde, dal momento del trasporto della salma attraversando il Po con canoe, alla cremazione, alla definitiva sepoltura.

## Direttori
- 2009-2011, Luciano Salzani
- 2011-2013, Vincenzo Tiné
- 2013-2016, Federica Gonzato
- 2017- oggi, Daniele Ferrara